# محسن‌جان عبدالغفور
محسن‌جان عبدالغفور (انگلیسی: Muhsindzhon Abdugaffor؛ زادهٔ ۹ آوریل ۱۹۹۷) بازیکن فوتبال است.
از باشگاه‌هایی که در آن بازی کرده‌است می‌توان به باشگاه فوتبال زسکا پامیر اشاره کرد.
وی همچنین در تیم ملی فوتبال تاجیکستان بازی کرده‌است.